# Sepseocara itians
Sepseocara itians är en tvåvingeart som beskrevs av Richter 1986. Sepseocara itians ingår i släktet Sepseocara och familjen parasitflugor. Inga underarter finns listade i Catalogue of Life.